# Józef Peszka
Józef Peszka (sinh ngày 19 tháng 2 năm 1767 tại Kraków - mất ngày 14 tháng 9 năm 1831 tại Kraków) là một họa sĩ và giáo sư mỹ thuật người Ba Lan. Ông nổi tiếng nhất về tranh chân dung và tranh phong cảnh vẽ bằng màu nước.

## Tiểu sử
Józef Peszka bắt đầu học vẽ với Dominik Oesterreicher, một họa sĩ người Áo sống ở Kraków. Sau đó, ông đến Warsaw theo học họa sĩ Franciszek Smuglewicz. Sau khi vẽ chân dung cho Hugo Hugo Kołłątaj, Józef Peszka được giới thiệu với các thành viên của Thượng nghị viện và được đặt vẽ chân dung cho nhiều nhân vật chính trị nổi tiếng khác. Công việc này khiến ông bận rộn cho đến năm 1792.
Sau đó, tính đến năm 1812, Józef Peszka đã thực hiện nhiều chuyến đi khắp Litva và Nga. Tại những nơi này, ông vẽ nhiều tranh phong cảnh có sự tham gia của con người và cảnh quan bằng màu nước và tông màu nâu đen. Ông cũng ghé thăm thầy giáo cũ của mình là Smuglewicz tại Đại học Vilnius. Trong giai đoạn 1807-1810, ông sống ở Niasvizh và làm họa sĩ triều đình phục vụ Hoàng tử Michał Hieronim Radziwiłł.
Năm 1813, Józef Peszka trở lại Kraków và dạy mỹ thuật tại Đại học Jagiellonian. Năm 1818, ông giúp tổ chức Trường Mỹ thuật mới thành lập và trở thành một giáo sư tại đây. Năm 1831, vài tháng trước khi mất, ông được bổ nhiệm làm Giám đốc của trường. Trong thời gian đó, ông tập trung vẽ chân dung. Phần lớn các tác phẩm của ông là chân dung các anh hùng quân đội, doanh nhân giàu có và gia đình của họ, các nhân vật của Thời kỳ Khai Sáng ở Ba Lan. Chịu ảnh hưởng từ Smuglewicz, ông cũng vẽ một số tranh tả lịch sử và thần thoại Cổ điển.

## Tranh tiêu biểu

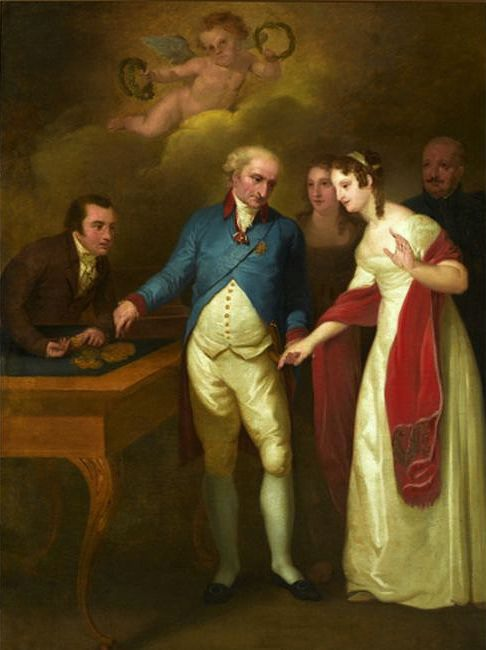
Stanisław Małachowski
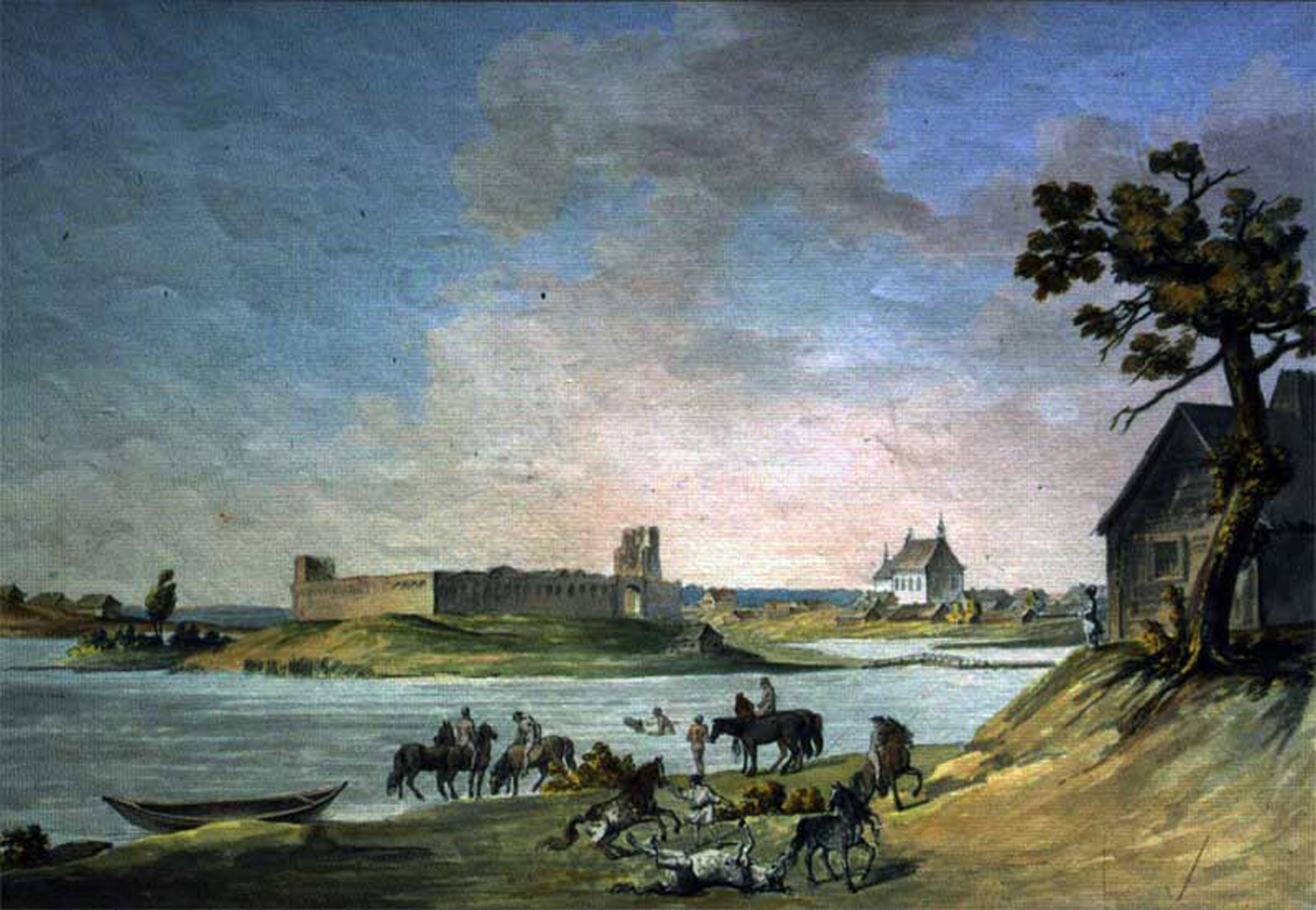
Quang cảnh của Lida
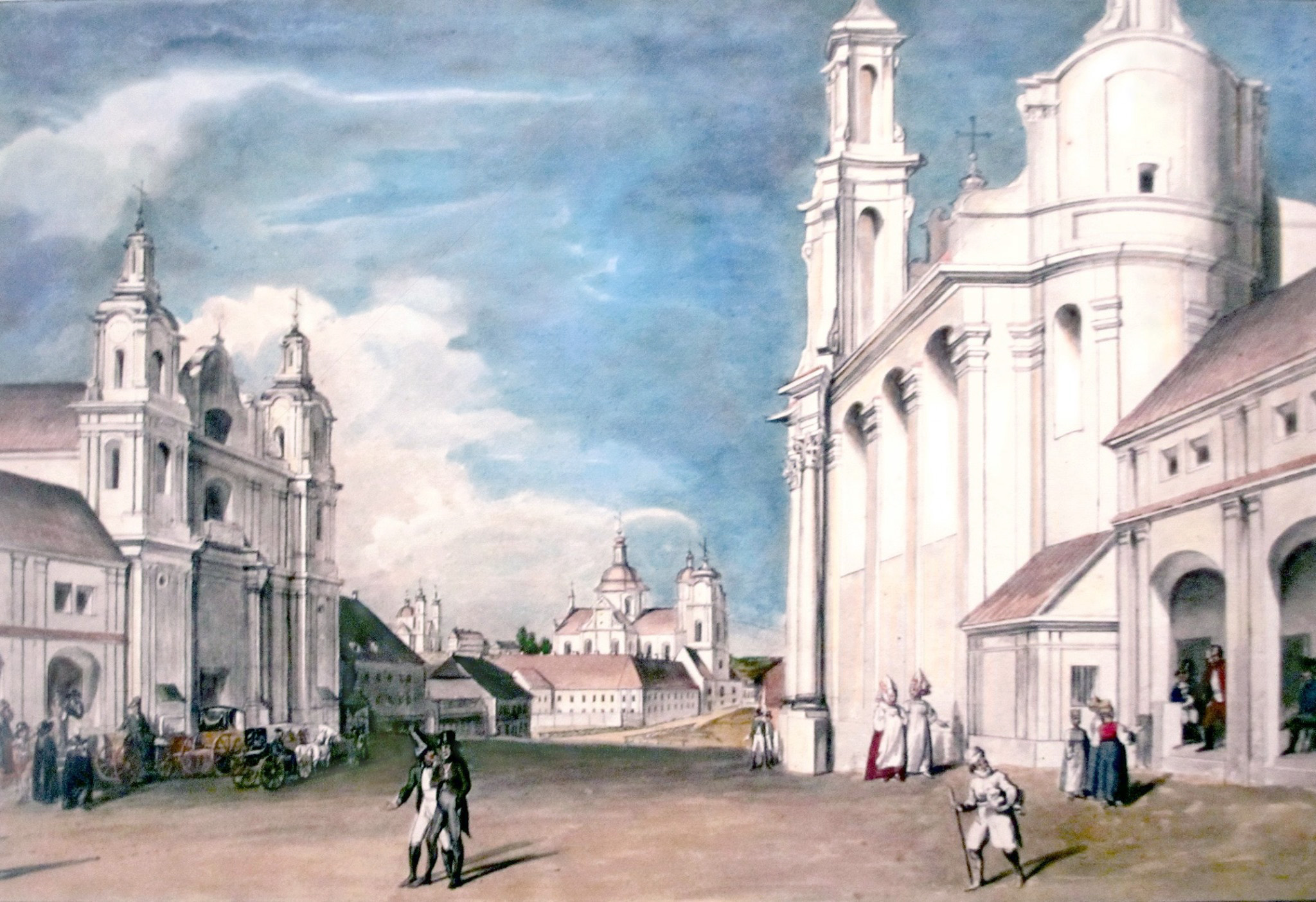
Cảnh đường phố ở Vitebsk
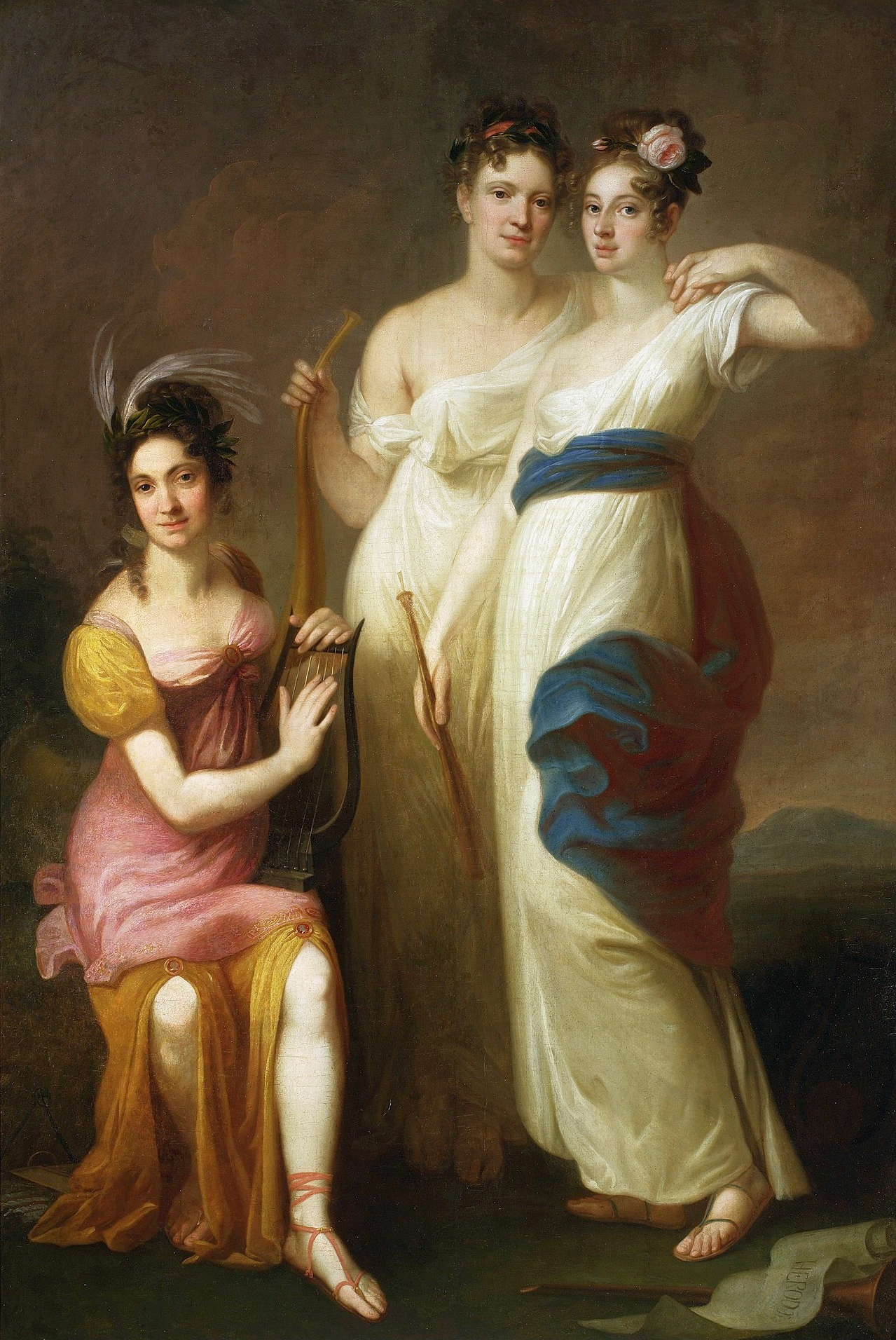
Ba nàng thơ